# Кавендиш, Фредерик
Фредерик Кавендиш (англ. Frederick Charles Cavendish; 30 ноября 1836, Истборн, — 6 мая 1882, Дублин) — лорд, английский политический деятель, младший сын седьмого герцога Девонширского.
В июне 1864 года женился на Люси Кавендиш, урождённой Литтелтон, одной из пионеров женского образования в Великобритании.
В 1865 году вступил в нижнюю палату, был лордом казначейства в первом кабинете Гладстона, секретарём казначейства — в его втором министерстве.
4 мая 1882 года назначен министром по делам Ирландии, но 6 мая был убит в Феникс-парке, в Дублине фениями (см. Убийства в Феникс-парке). Убийцы были преданы их соучастником Джеймсом Кэри, найдены и казнены.